# Atlas do Visconde de Santarém

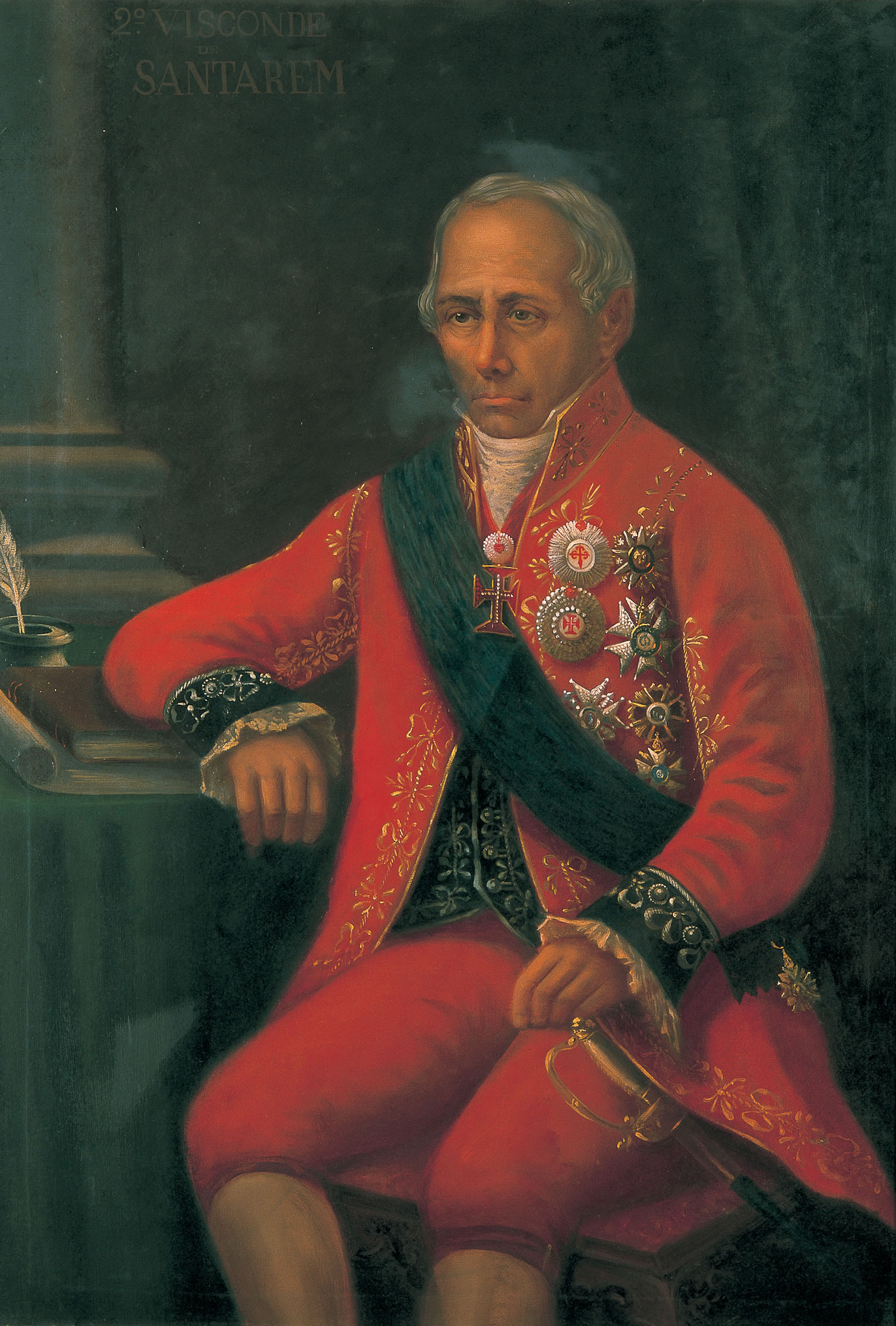
Pintura del segon vescomte de Santarem, Manuel Francisco de Barros e Sousa.

L'Atlas do Visconde de Santarém  conegut també com a Atlas del món del Viscomte de Santarém, és un compendi de litografies reproduccions de mapes i cartes de navegació, importantíssim del món medieval Europeu

## Edicions
Hi va haver tres edicions, totes publicades a París: 1841, 1842-1844, amb plaques d'un nombre molt menor, i el 1849, la tercera edició i que es consideren la millor. Aquesta edició conté 145 mapes en 77 plaques, dividides en 4 parts.

## Parts
- La part I inclou mapamundis i planisferis medievals del segle VI fin al XIV.
- La part II conté portolans gràfics i mapes Europeus del segle xv, abans del començament de l'exploració portuguesa.
- La part III ofereix una selecció de mappamundis , datats entre 1459 i el segle xvii, mostrant l'extensió de les exploracions portuguesos i espanyoles;
- La part IV inclou cartes portolanes portugueses preparats entre (ca.1434-1530), incloent els 26 mapes del "Livro de Rodrigues Francisco" (ca. 1513). Santarem va publicar i distribuir cada planxa en petites quantitats variables, i la composició de les còpies existents en conseqüència és molt variable. Així que les còpies completes són molt rares.